# 1854 en Suisse
Chronologie de la Suisse
- 1850
- 1851
- 1852
- 1853
- 1854
- 1855
- 1856
- 1857
- 1858

Cette page concerne l'année 1854 du calendrier grégorien en Suisse.

## Gouvernement au1erjanvier 1854
- Conseil Fédéral:[1]
  - Friedrich Frey-Herosé (PRD), président de la Confédération
  - Jonas Furrer (PRD), vice-président de la Confédération
  - Jakob Stämpfli  (PRD)
  - Stefano Franscini (PRD)
  - Daniel-Henri Druey (PRD)
  - Martin J. Munzinger (PRD)
  - Wilhelm Matthias Naeff (PRD)

## Évènements

### Avril
Mardi 4 avril 
- Décès à Saint-Gall, à l’âge de 45 ans, du peintre et inventeur Andreas Renatus Högger.

 Lundi 10 avril 
- Décès à Milan, à l’âge de 84 ans, du diplomate et homme politique Giovanni Antonio Marcacci, qui obtint la reconnaissance de l'italien comme troisième langue nationale.

### Mai
Samedi 20 mai 
- Décès à Soleure, à l’âge de 85 ans, du professeur de droit et homme politique de Karl Ludwig von Haller.

### Septembre
Dimanche 17 septembre 
- Première ascension du Wetterhorn, par deux alpinistes Suisses, deux Français et un Britannique.

### Octobre
Dimanche 22 octobre 
- Décès à Lützelflüh (BE), à l’âge de 57 ans, de l’écrivain Jeremias Gotthelf.

### Novembre
Samedi 18 novembre 
Décès à Mehrerau (Aut), à l’âge de 46 ans, du prêtre et compositeur uranais Alberik Zwyssig, auteur du Cantique suisse.

### Décembre
Mercredi 6 décembre 
- Election au Conseil fédéral de Jakob Stämpfli (PRD, BE).

 Dimanche 10 décembre 
- Décès à La Chaux-de-Fonds (NE), à l’âge de 55 ans, du fabricant et homme politique Fritz Courvoisier.

 Samedi 16 décembre 
- Premier numéro du Courrier du Val-de-Travers.

 Mardi 26 décembre 
- Décès à Schaffhouse, à l’âge de 81 ans, de l’inventeur Johann Conrad Fischer, qui fut l'un des premiers à réussir la fabrication d'acier fondu au creuset.